# Gastrancistrus flavicornis
Gastrancistrus flavicornis är en stekelart som först beskrevs av Walker 1834.  Gastrancistrus flavicornis ingår i släktet Gastrancistrus och familjen puppglanssteklar. Inga underarter finns listade i Catalogue of Life.